# 1762 aux échecs
| Années des échecs : 1759 - 1760 - 1761 - 1762 - 1763 - 1764 - 1765    |
| Décennies des échecs : 1730 - 1740 - 1750 - 1760 - 1770 - 1780 - 1790 |

Cet article présente les faits marquants de l'année 1762 aux échecs.

## Événements majeurs
- Domenico Lorenzo Ponziani fait connaître une ouverture, appelée début Ponziani [Note 1] d’après son nom.